# يوم المريض العالمي

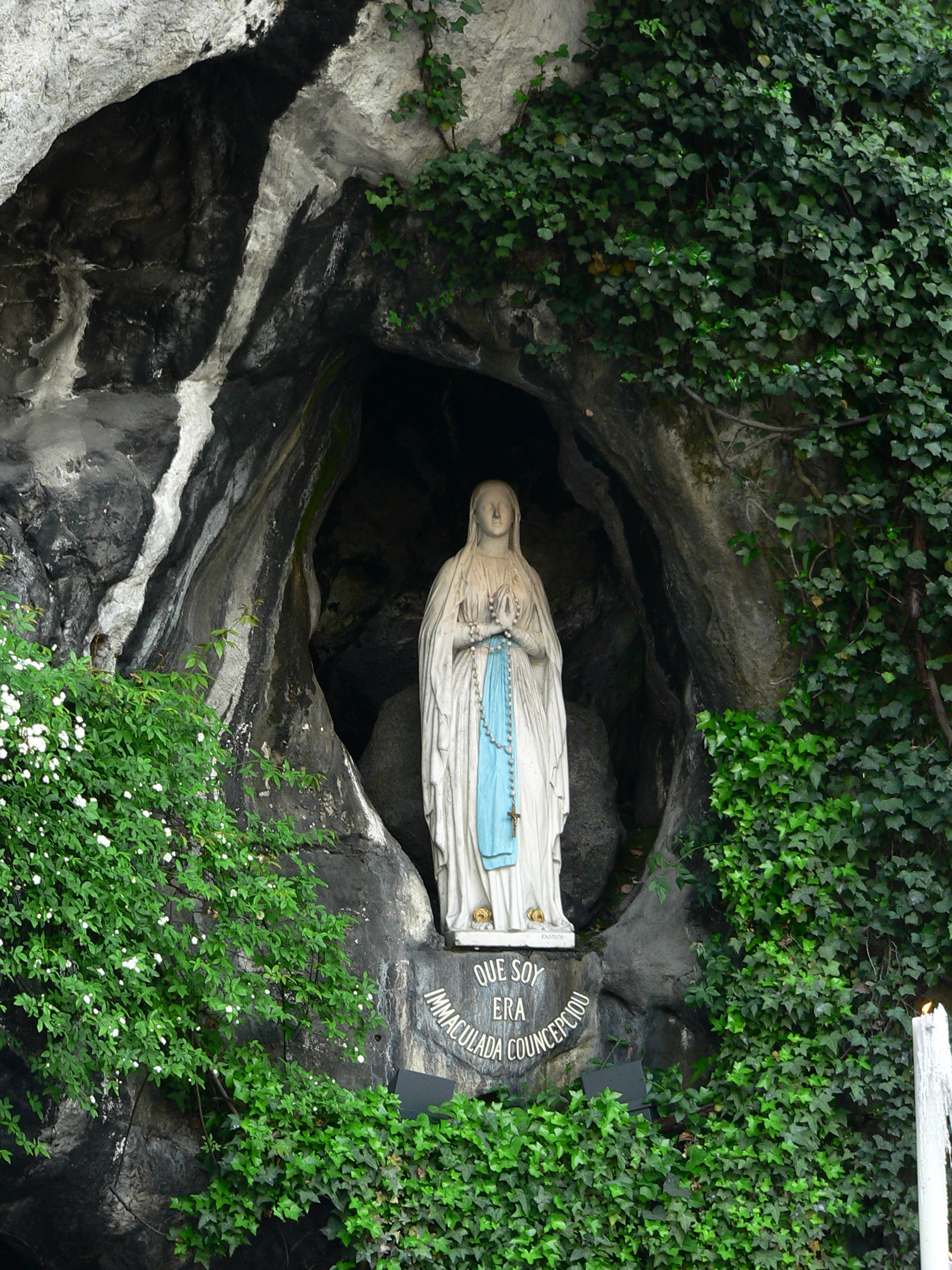

يعد يوم المريض العالمي يوم عيد لدى الكنيسة الرومانية الكاثوليكية، وقد بدأ الاحتفال به في الثالث عشر من مايو 1992 بواسطة البابا يوحنا بولس الثاني. بدءًا من 11 فبراير 1993، يتم الاحتفال بهذا العيد سنويًا في إحياء ذكرى السيدة العذراء من كافة المسيحيين المؤمنين حيث يسعون أن يكون هذا اليوم «وقتًا خاصًا للصلاة والدعاء ومشاركة المرضى معاناتهم». في أوائل عام 1991، علم البابا يوحنا بولس الثاني بإصابته بـ مرض باركنسون، وهو مرض كُشف عنه النقاب مؤخرًا، وتكمن أهمية الأمر في أن البابا يوحنا بولس الثاني قرر تخصيص يوم عالمي للمريض بعد مرور عام واحد على تشخيص إصابته بالمرض. وقد قدم البابا كتابات عديدة تتناول موضوع المعاناة، وكان يؤمن بأن هذه المعاناة هي عملية تساعد على الخلاص والتطهر عن طريق المسيح وقد قدم رسالته الرسولية الألم الخلاصي.وقد تم اختيار عيد السيدة العذراء لأن العديد من الحجاج وزوار السيدة العذراء ذكروا أنه تم شفاؤهم بشفاعة السيدة العذراء مريم. وكان الأسقف أيضًا معجبًا بدير حريصا في لبنان. في 2005، كان ليوم المريض العالمي طابع خاص حيث توافق مع موعد وفاة البابا يوحنا بولس جراء إصابته بـ الإنتان. ولقد تجمع الكثير من الناس حوله بينما كان يحتضر على فراش الموت.

## مواقع خارجية
- World Day of the Sick resources via the NACC